# Utica (Indiana)
Utica és una població dels Estats Units a l'estat d'Indiana. Segons el cens del 2000 tenia 591 habitants.

## Demografia
Segons el cens del 2000, Utica tenia 591 habitants, 254 habitatges, i 164 famílies. La densitat de població era de 530,7 habitants/km².
Dels 254 habitatges en un 23,2% hi vivien nens de menys de 18 anys, en un 50% hi vivien parelles casades, en un 9,8% dones solteres, i en un 35,4% no eren unitats familiars. En el 30,7% dels habitatges hi vivien persones soles l'11,4% de les quals corresponia a persones de 65 anys o més que vivien soles. El nombre mitjà de persones vivint en cada habitatge era de 2,33 i el nombre mitjà de persones que vivien en cada família era de 2,85.
Per edats la població es repartia de la següent manera: un 21% tenia menys de 18 anys, un 6,8% entre 18 i 24, un 23,9% entre 25 i 44, un 33% de 45 a 60 i un 15,4% 65 anys o més.
L'edat mediana era de 44 anys. Per cada 100 dones de 18 o més anys hi havia 92,2 homes.
La renda mediana per habitatge era de 36.023 $ i la renda mediana per família de 38.750 $. Els homes tenien una renda mediana de 35.156 $ mentre que les dones 19.821 $. La renda per capita de la població era de 23.518 $. Entorn del 5,3% de les famílies i el 8,1% de la població estaven per davall del llindar de pobresa.

## Poblacions més properes
El següent diagrama mostra les poblacions més properes.